# Ian Curtis
Ian Kevin Curtis (15 iulie 1956 – 18 mai 1980) a fost solistul formației britanice Joy Division, în care a început să cânte în 1976.
La ani după moartea sa, criticii și fanii săi încă discută muzica lui Curtis și lucrurile care l-au inspirat. Sinuciderea sa din 1980 a dat naștere multor zvonuri, care au amplificat interesul public pentru muzica sa.

## Tinerețea
Curtis s-a născut în Old Trafford, Manchester în 1956. A copilărit in Macclesfield și a arătat un interes deosebit pentru poezie de la o vârsta fragedă. Pe măsură ce a crescut, singura ambiție pe care o manifesta era una legată de artă și de literatură, care a fost redirecționată către muzică, mai apoi.
A fost influențat de scriitorii William Burroughs, J.G. Ballard și Joseph Conrad (titlurile melodiilor “Interzone”, “Atrocity Exhibition” și “Colony” fiind preluate din operele acestora) și de muzicienii David Bowie și Iggy Pop.
Curtis s-a căsătorit cu iubita sa, Deborah Woodruff, în 1975, când ambii erau încă adolescenți. Au avut o fiică, Natalie (născută pe 16 aprilie 1979).Curtis a avut și o amantă, jurnalista belgiana Annik Honoré,pe care a întâlnit-o după un concert.

## Joy Division
În 1976, Curtis a întâlnit doi tineri muzicieni Bernard Sumner și Peter Hook, care aveau nevoie de un solist. Cei trei au format o trupă numita Varșovia care a avut o serie de toboșari până l-au ales pe Stephen Morris.În 1978, trupa și-a schimbat numele în “Joy Division” din cauza unui conflict cu trupa Warsaw Pakt. Noul nume al trupei era desprins din romanul “Casa Păpușilor” de Yehiel De-Nur și se referea la o aripă a unui lagăr nazist ce conținea sclave sexuale.
Tony Wilson, fondatorul Factory Records, a reprezentat trupa (deși nu s-a semnat nici un contract, chiar dacă se zvonea că acesta ar fi semnat un contract cu propriul sânge.)
Curtis a devenit cunoscut destul de rapid din cauza modului său de a cânta, precum și din cauza dansului său, care păstra reminescențe din crizele sale de epilepsie, pe care le avea uneori chiar pe scenă. Dansul și crizele de epilepsie semănau într-atât de mult încât existau momente în care publicul nu își putea da seama dacă Curtis avea o criză sau dansa; de câteva ori, a trebuit să fie dat jos de pe scenă din cauza unor asemenea crize.
Multe dintre versurile lui Curtis erau pline de imagistica unei izolări emoționale, a morții, a alienării și a decadenței urbane. Într-un interviu, a declarat că scria despre “the different ways different people can cope with certain problems, how they might or might not adapt” (“modurile diferite în care oameni diferiți încearcă să rezolve anumite  probleme, despre cum ar putea sau nu să se adapteze”). Deși Curtis cânta cu o voce gravă, de bas-bariton, vocea sa obișnuită era una mai înaltă.

## Moartea
Ultimul concert Joy Division a avut loc pe data de 2 mai 1980, când trupa a cântat pentru prima și singura oară cântecul ‘’Ceremony”,  pe care New Order l-au lansat mai târziu ca fiind primul lor single. Ultimul cântec din acel concert a fost “Digital”, melodie care poate fi gasită pe albumul-compilație “Still”.
Duminică, 18 mai 1980, Curtis s-a spânzurat în bucătăria sa după ce a vizionat filmul Stroszek in regia lui Werner Herzog și în timp ce asculta “The Idiot” de Iggy Pop. Din sinuciderea lui au izvorât o sumedenie de zvonuri care încercau să o motiveze.
Tony Wilson a delcarat că "I'd been warned on a train to London two weeks earlier by Annik [Honoré, amanta lui Curtis]. I asked her, 'What do you think of the new album.' She goes, 'I'm terrified.' I said, 'What are you terrified of?' She replies, 'Don't you understand? He means it.' And I go, 'No, he doesn't mean it; it's art.' And guess what, he fucking meant it." (“Fusesem avertizat cu două săptămâni înainte de Annik. O intrebasem ce crede despre noul album iar ea mi-a raspuns ‘Sunt îngrozită’. Am întrebat-o de ce e îngrozită și mi-a răspuns că el chiar vorbea serios. Eu eram convins că nu vorbea serios și că era doar artă. Ghici ce! Vorbea serios.”
Curtis a fost incinerat, iar cenușa a fost inmormântată în cimitirul din Macclesfield. Inscripția de pe piatra funerară, “Love Will Tear Us Apart” (“Dragostea ne va despărți”), a fost aleasă de soția sa, Deborah Curtis și este o trimitere la unul dintre cântecele formației.